# Acción policial

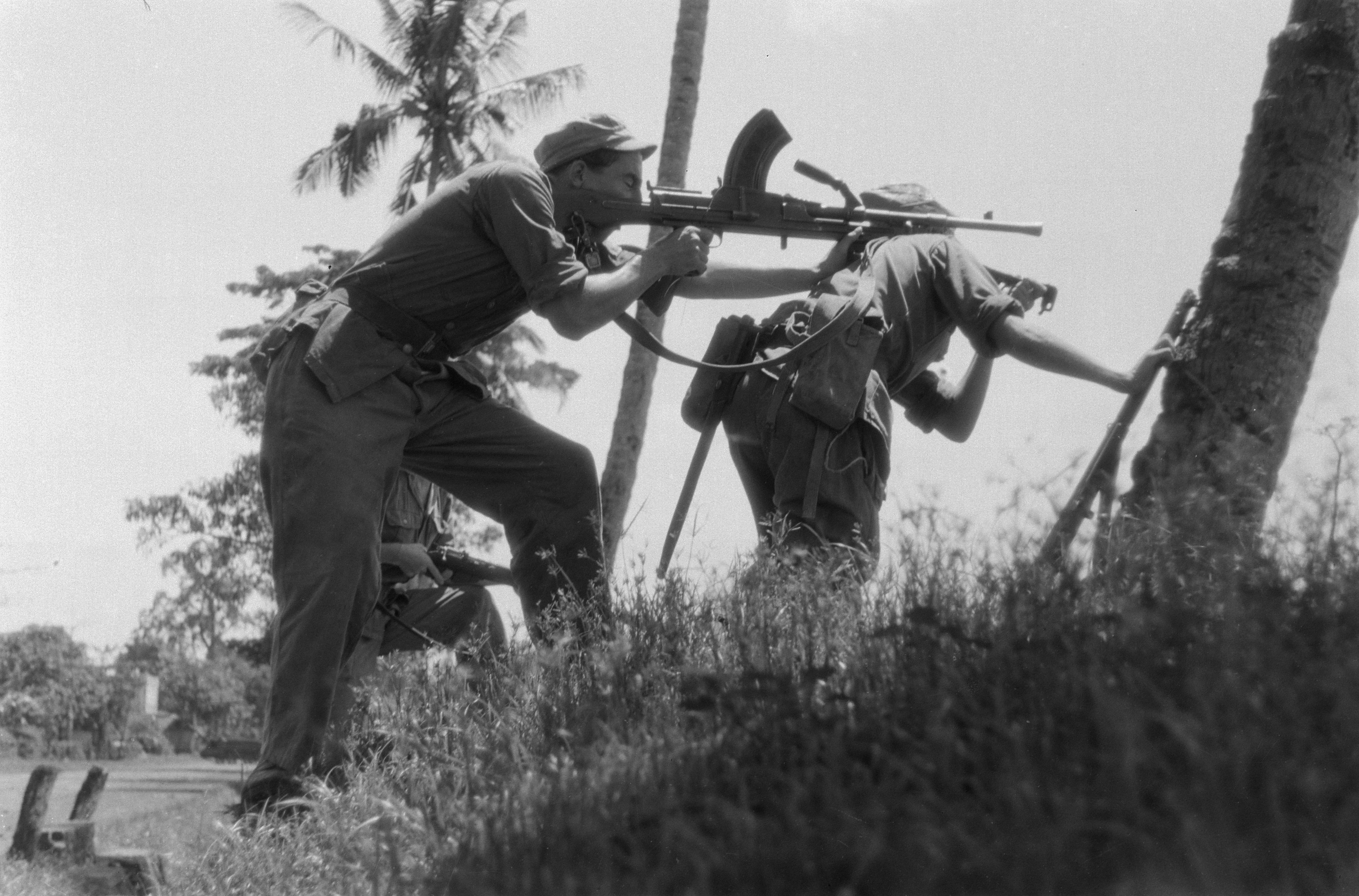
Tropas holandesas durante la Operación Kraai, una acción policial que tuvo lugar durante la Revolución Nacional Indonesia en 1948.

En estudios de seguridad y relaciones internacionales, una acción policial es una acción militar llevada a cabo sin una declaración de guerra. En el siglo XXI, el término ha sido reemplazado en gran medida por el de «contrainsurgencia». Desde la Segunda Guerra Mundial, las declaraciones formales de guerra han sido muy poco comunes, principalmente en las acciones militares llevadas a cabo por el Norte Global durante la Guerra Fría. Más bien, las naciones involucradas en un conflicto militar (especialmente las grandes potencias) suelen describir el conflicto como si combatiesen bajo los auspicios de una «acción policial» para mostrar que es una operación militar limitada, diferente de una guerra total.
El Merriam-Webster's Collegiate Dictionary lo describió como «una acción militar localizada llevada a cabo sin declaración formal de guerra por fuerzas armadas regulares contra personas consideradas violadoras de la paz y el orden internacionales».

## Historia

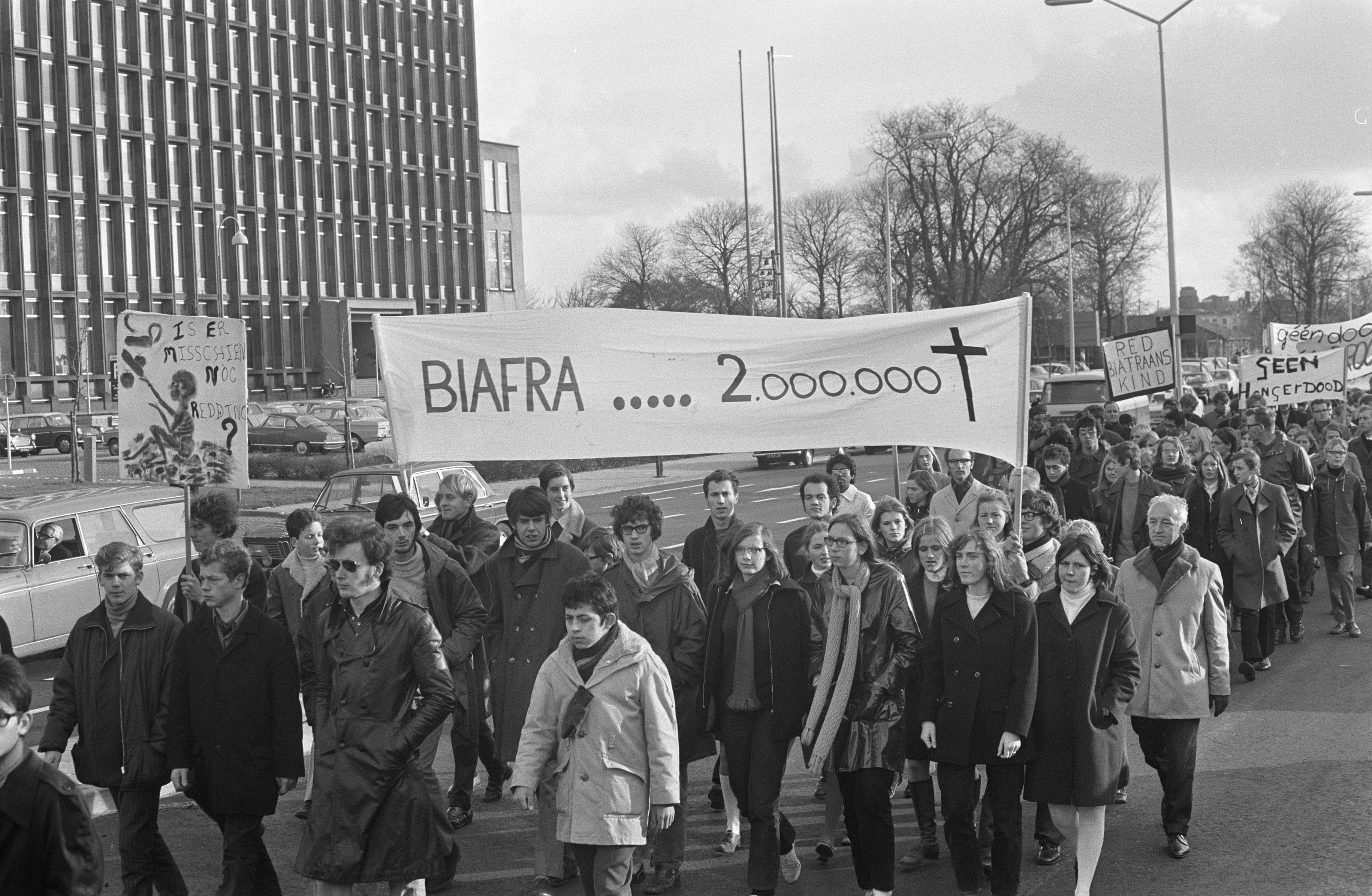
La implementación de una «acción policial» que desembocó en la Guerra Civil de Nigeria provocó protestas internacionales en lugares como La Haya contra los crímenes de guerra generalizados que sufren los civiles.

El primer uso de este término se remonta a 1883, para describir los intentos de las fuerzas holandesas y británicas de liberar a la tripulación de 28 hombres del SS Nisero, que estaban tomados como rehenes en Sumatra. El término holandés politionele acties (acciones policiales) se utilizó en este sentido. También se utilizó para implicar una reclamación formal de soberanía por parte de las potencias coloniales, como en las acciones militares de los Países Bajos, Reino Unido y las potencias occidentales durante conflictos como la Revolución Nacional de Indonesia y el Estado de Emergencia Malayo.[cita requerida]
Las guerras bananeras, del 21 de abril de 1898 al 1 de agosto de 1934, fueron denominadas como «acciones policiales» por el gobierno de los Estados Unidos.
Las dos grandes ofensivas militares holandesas, de julio de 1947 y diciembre de 1948, durante la Revolución indonesia, fueron calificadas por el gobierno holandés como la primera y la segunda acción policial.
La acción militar de la India contra el estado de Hyderabad en 1948, denominada en código Operación Polo, fue calificada por el gobierno como una acción policial.
En los primeros días de la guerra de Corea, el presidente de los Estados Unidos, Harry S. Truman se refirió a las respuestas de su país contra la invasión norcoreana de Corea del Sur como una «acción policial» bajo la protección de las Naciones Unidas. Durante una conferencia de prensa en junio de 1950, señaló explícitamente que «el Consejo de Seguridad de las Naciones Unidas celebró una reunión y examinó la situación y pidió a los miembros que acudieran en ayuda de la República de Corea» con el objetivo de «reprimir una incursión de bandidos» que estaba ocurriendo. A pesar de que hubo unas 515 bajas canadienses en el conflicto de Corea, se le consideraba como una «acción policial» por el gobierno canadiense. El escritor Tom MacGregor señaló que cuando los las tropas regresaron «no hubo desfiles ni reconocimiento oficial por la guerra que habían librado», aunque finalmente «la Guerra de Corea se agregó al Monumento Nacional de Guerra en Ottawa», de modo que después de 1982 «sus veteranos pueden estar junto a todos los demás veteranos que han servido».
Poco después de la secesión de Biafra en 1967, el gobierno militar nigeriano lanzó una «acción policial» para recuperar el territorio secesionista que se convertiría en la Guerra Civil Nigeriana. Durante un acto conmemorativo celebrado en mayo de 2017, el líder de Ndigbo Ohanaeze, John Nnia Nwodo, afirmó que «Nigeria se enfrentaba a la desintegración con la declaración de la República de Biafra» y lamentó cómo el «inicio de una acción policial que se convirtió en una guerra civil de tres años» que causó «sacrificios— en sangre, sufrimiento y fatiga».
La guerra de Vietnam y la guerra de Kargil fueron guerras no declaradas y por ello en algunas ocasiones se las describe como acciones policiales.
En algunos casos, el Congreso de los Estados Unidos no había hecho una declaración formal de guerra, pero el Presidente, como comandante en jefe, reivindicó la autoridad de enviar las fuerzas armadas cuando lo considera necesario, con o sin la aprobación del Congreso. La legitimidad jurídica de estas acciones se basó en declaraciones como la Resolución del Golfo de Tonkín y la Resolución de Irak del Congreso y algunas resoluciones de las Naciones Unidas. Sin embargo, la aprobación del Congreso se ha afirmado mediante asignaciones de fondos u otras autorizaciones, así como por la Resolución de Poderes de Guerra.
La Organización de las Naciones Unidas aprobó la acción policial en la intervención militar en Libia de 2011 para proteger a los civiles. Desde los atentados del 11 de septiembre, algunos Estados han perseguido militarmente a personas que son consideradas terroristas dentro de las fronteras de otros Estados, en una especie de acción policial que no está claramente definida por el derecho internacional.
Las llamadas «fuerzas de seguridad indonesias» utilizan acciones policiales contra los levantamientos de los papúes en la provincia más oriental. La policía indonesia ha sido autorizada a liderar la operación de contrainsurgencia contra el Movimiento Papúa Libre. No obstante, debido a las deficiencias de la policía indonesia requieren una fuerte alianza con el ejército indonesio.

## En el derecho internacional
Las acciones policiales están autorizadas específicamente por el Consejo de Seguridad de las Naciones Unidas en virtud del Artículo 53 (para acciones regionales) y del Artículo 42 (para acciones globales). Sin embargo, se utilizan los términos «acción coercitiva» o «medidas coercitivas»; por lo que no se utiliza el término «acción policial».

## Uso apropiado del término
El uso del término no parece haber ganado popularidad fuera del ámbito limitado de la justificación de la acción militar:[cita requerida] por ejemplo, la Marina de los EE. UU. se refiere al conflicto de Corea como la guerra de Corea, y al refierirse específicamente a la acción policial, rodean el término entre comillas.
De manera similar, una placa en el Monumento a los Veteranos de Vietnam se refiere a la guerra de Vietnam como una guerra, no como una acción policial, a pesar de que nunca haya sido declarada formalmente como guerra.
El uso del término «acción policial» pretende implicar una reivindicación de soberanía formal o de autoridad para intervenir militarmente en una nación. Esto se hace a menudo a través de las Naciones Unidas o afirmando que la operación militar es de naturaleza defensiva o humanitaria, como la Misión de Estabilización de las Naciones Unidas en Haití de 2004 a 2017 o la invasión de Granada de 1983.